# Torneo Postcampionato 1945-1946
Il Torneo Postcampionato è stato un torneo calcistico di consolazione per le squadre del Sud Italia escluse dal girone finale della Serie A nel 1946, a cui si unirono anche alcune squadre di Serie C. La vincitrice fu la Pistoiese.

## Storia
Nel 1945 l'Italia usciva dalla Seconda guerra mondiale distrutta e spaccata in due dalle devastazioni della Linea Gotica. In questa situazione fu impossibile organizzare una regolare stagione sportiva nazionale, ma la FIGC decise comunque di far ripartire i campionati separandoli, per causa di forza maggiore, fra le due parti del paese, riservandosi di eleggere un ristretto gruppo di società per giocare le finali nazionali in tarda primavera. Al Sud la Lega Nazionale Centrosud organizzò un campionato misto di Serie A-B, e un campionato di Serie C suddiviso a gironi. Il Torneo Postcampionato fu dunque il torneo di consolazione fra le escluse dalle finali della Serie A, a cui si aggiunsero alcune squadre di Serie C.

## Formula
Le squadre aventi diritto alla partecipazione erano trentadue e vennero suddivise in otto gironi da quattro. Le vincenti di ogni girone passavano direttamente ai gironi di semifinale.

## Qualificazioni
5 maggio
- Gazzi- Messina 2-1.
- Ascoli- Maceratese 2-1.

## Gironi

### Girone A

#### Classifica
|  | Pos. | Squadra   | Pt | G | V | N | P | GF | GS | DR  |
|  | ---- | --------- | -- | - | - | - | - | -- | -- | --- |
|  | 1.   | Lucchese  | 8  | 6 | 3 | 2 | 1 | 6  | 2  | + 4 |
|  | 2.   | Viareggio | 7  | 6 | 3 | 1 | 2 | 6  | 6  | 0   |
|  | 3.   | Pisa      | 5  | 6 | 1 | 3 | 2 | 4  | 5  | - 1 |
|  | 4.   | Pontedera | 4  | 6 | 2 | 0 | 4 | 6  | 9  | - 3 |

Legenda:

         Qualificata ai gironi di semifinale.
Note:
Due punti a vittoria, uno a pareggio, zero a sconfitta.
Era in vigore il pari merito, con eventuali spareggi per determinare qualificazioni.

#### Calendario
| Andata (1ª)  | Andata (1ª) | Prima giornata     | Ritorno (6ª) | Ritorno (6ª) |
|              |             |                    |              |              |
| 12 mag. 1946 | 3-1         | Pisa-Pontedera     | 0-2          | 30 mag. 1946 |
| 12 mag. 1946 | 2-1         | Viareggio-Lucchese | 0-1          | 30 mag. 1946 |

| Andata (2ª)  | Andata (2ª) | Seconda giornata    | Ritorno (7ª) | Ritorno (7ª) |
|              |             |                     |              |              |
| 19 mag. 1946 | 1-1         | Lucchese-Pisa       | 0-0          | 9 giu. 1946  |
| 19 mag. 1946 | 2-0         | Viareggio-Pontedera | 1-3          | 9 giu. 1946  |

| \| Andata (3ª) \| Andata (3ª) \| Terza giornata \| Ritorno (8ª) \| Ritorno (8ª) \| \| \| \| \| \| \| \| 26 mag. 1946 \| 0-0 \| Pisa-Viareggio \| 0-1 \| 16 giu. 1946 \| \| 26 mag. 1946 \| 0-1 \| Pontedera-Lucchese \| 0-2 \| 16 giu. 1946 \| |             |                    |              |              |
| Andata (3ª) | Andata (3ª) | Terza giornata     | Ritorno (8ª) | Ritorno (8ª) |
| |             |                    |              |              |
| 26 mag. 1946 | 0-0         | Pisa-Viareggio     | 0-1          | 16 giu. 1946 |
| 26 mag. 1946 | 0-1         | Pontedera-Lucchese | 0-2          | 16 giu. 1946 |

### Girone B

#### Classifica
|  | Pos. | Squadra    | Pt | G | V | N | P | GF | GS | DR  |
|  | ---- | ---------- | -- | - | - | - | - | -- | -- | --- |
|  | 1.   | Pistoiese  | 7  | 6 | 3 | 1 | 2 | 13 | 12 | + 1 |
|  | 2.   | Fiorentina | 6  | 6 | 3 | 0 | 3 | 16 | 11 | + 5 |
|  | 3.   | Empoli     | 6  | 6 | 3 | 0 | 3 | 9  | 9  | 0   |
|  | 4.   | Prato      | 5  | 6 | 2 | 1 | 3 | 9  | 16 | - 6 |

Legenda:

         Qualificata ai gironi di semifinale.
Note:
Due punti a vittoria, uno a pareggio, zero a sconfitta.
Era in vigore il pari merito, con eventuali spareggi per determinare qualificazioni.

#### Calendario
| Andata (1ª)  | Andata (1ª) | Prima giornata    | Ritorno (6ª) | Ritorno (6ª) |
|              |             |                   |              |              |
| 12 mag. 1946 | 2-1         | Empoli-Fiorentina | 1-4          | 13 giu. 1946 |
| 12 mag. 1946 | 2-2         | Prato-Pistoiese   | 1-5          | 30 mag. 1946 |

| Andata (2ª)  | Andata (2ª) | Seconda giornata | Ritorno (7ª) | Ritorno (7ª) |
|              |             |                  |              |              |
| 19 mag. 1946 | 2-0         | Empoli-Pistoiese | 1-2          | 9 giu. 1946  |
| 19 mag. 1946 | 4-2         | Fiorentina-Prato | 1-2          | 20 giu. 1946 |

| \| Andata (3ª) \| Andata (3ª) \| Terza giornata \| Ritorno (8ª) \| Ritorno (8ª) \| \| \| \| \| \| \| \| 26 mag. 1946 \| 2-1 \| Pistoiese-Fiorentina \| 2-5 \| 16 giu. 1946 \| \| 26 mag. 1946 \| 1-0 \| Prato-Empoli \| 1-3 \| 16 giu. 1946 \| |             |                      |              |              |
| Andata (3ª) | Andata (3ª) | Terza giornata       | Ritorno (8ª) | Ritorno (8ª) |
| |             |                      |              |              |
| 26 mag. 1946 | 2-1         | Pistoiese-Fiorentina | 2-5          | 16 giu. 1946 |
| 26 mag. 1946 | 1-0         | Prato-Empoli         | 1-3          | 16 giu. 1946 |

### Girone C

#### Classifica
|  | Pos. | Squadra | Pt | G | V | N | P | GF | GS | DR  |
|  | ---- | ------- | -- | - | - | - | - | -- | -- | --- |
|  | 1.   | Perugia | 8  | 6 | 3 | 2 | 1 | 11 | 7  | + 4 |
|  | 2.   | Ternana | 6  | 6 | 3 | 0 | 3 | 9  | 10 | - 1 |
|  | 3.   | Foligno | 6  | 6 | 2 | 2 | 2 | 10 | 13 | - 3 |
|  | 4.   | Siena   | 4  | 6 | 2 | 0 | 4 | 7  | 7  | 0   |

Legenda:

         Qualificata ai gironi di semifinale.
Note:
Due punti a vittoria, uno a pareggio, zero a sconfitta.
Era in vigore il pari merito, con eventuali spareggi per determinare qualificazioni.

#### Calendario
| Andata (1ª)  | Andata (1ª) | Prima giornata  | Ritorno (6ª) | Ritorno (6ª) |
|              |             |                 |              |              |
| 12 mag. 1946 | 2-2         | Foligno-Perugia | 2-2          | 30 mag. 1946 |
| 12 mag. 1946 | 3-0         | Siena-Ternana   | 0-1          | 30 mag. 1946 |

| Andata (2ª)  | Andata (2ª) | Seconda giornata | Ritorno (7ª) | Ritorno (7ª) |
|              |             |                  |              |              |
| 19 mag. 1946 | 3-2         | Foligno-Ternana  | 0-4          | 9 giu. 1946  |
| 19 mag. 1946 | 2-1         | Perugia-Siena    | 1-0          | 9 giu. 1946  |

| \| Andata (3ª) \| Andata (3ª) \| Terza giornata \| Ritorno (8ª) \| Ritorno (8ª) \| \| \| \| \| \| \| \| 26 mag. 1946 \| 2-1 \| Siena-Foligno \| 1-2 \| 16 giu. 1946 \| \| 26 mag. 1946 \| 1-0 \| Ternana-Perugia \| 1-4 \| 16 giu. 1946 \| |             |                 |              |              |
| Andata (3ª) | Andata (3ª) | Terza giornata  | Ritorno (8ª) | Ritorno (8ª) |
| |             |                 |              |              |
| 26 mag. 1946 | 2-1         | Siena-Foligno   | 1-2          | 16 giu. 1946 |
| 26 mag. 1946 | 1-0         | Ternana-Perugia | 1-4          | 16 giu. 1946 |

### Girone D

#### Classifica
|  | Pos. | Squadra          | Pt | G | V | N | P | GF | GS | DR   |
|  | ---- | ---------------- | -- | - | - | - | - | -- | -- | ---- |
|  | 1.   | Anconitana       | 9  | 6 | 4 | 1 | 1 | 17 | 3  | + 14 |
|  | 1.   | Ascoli           | 7  | 6 | 3 | 1 | 2 | 10 | 13 | - 3  |
|  | 3.   | Portorecanati    | 5  | 6 | 2 | 1 | 3 | 10 | 10 | 0    |
|  | 4.   | Vigor Senigallia | 3  | 6 | 1 | 1 | 4 | 10 | 21 | - 11 |

Legenda:

         Qualificata ai gironi di semifinale.
Note:
Due punti a vittoria, uno a pareggio, zero a sconfitta.
Era in vigore il pari merito, con eventuali spareggi per determinare qualificazioni.

#### Calendario
| Andata (1ª)  | Andata (1ª) | Prima giornata        | Ritorno (6ª) | Ritorno (6ª) |
|              |             |                       |              |              |
| 12 mag. 1946 | 2-1         | Ascoli-Porto Recanati | 1-5          | 30 mag. 1946 |
| 12 mag. 1946 | 0-2         | Senigallia-Anconitana | 1-10         | 30 mag. 1946 |

| Andata (2ª)  | Andata (2ª) | Seconda giornata          | Ritorno (7ª) | Ritorno (7ª) |
|              |             |                           |              |              |
| 19 mag. 1946 | 2-0         | Anconitana-Ascoli         | 1-2          | 9 giu. 1946  |
| 19 mag. 1946 | 1-1         | Senigallia-Porto Recanati | 0-3          | 9 giu. 1946  |

| \| Andata (3ª) \| Andata (3ª) \| Terza giornata \| Ritorno (8ª) \| Ritorno (8ª) \| \| \| \| \| \| \| \| 26 mag. 1946 \| 10-1 \| Ascoli-Senigallia \| 2-2 \| 16 giu. 1946 \| \| 26 mag. 1946 \| 5-1 \| Porto Recanati-Anconitana \| 0-2 \| 16 giu. 1946 \| |             |                           |              |              |
| Andata (3ª) | Andata (3ª) | Terza giornata            | Ritorno (8ª) | Ritorno (8ª) |
| |             |                           |              |              |
| 26 mag. 1946 | 10-1        | Ascoli-Senigallia         | 2-2          | 16 giu. 1946 |
| 26 mag. 1946 | 5-1         | Porto Recanati-Anconitana | 0-2          | 16 giu. 1946 |

### Girone E

#### Classifica
|  | Pos. | Squadra   | Pt | G | V | N | P | GF | GS | DR  |
|  | ---- | --------- | -- | - | - | - | - | -- | -- | --- |
|  | 1.   | Pescara   | 8  | 6 | 3 | 2 | 1 | 10 | 6  | + 4 |
|  | 2.   | Lecce     | 7  | 6 | 3 | 1 | 2 | 8  | 9  | - 1 |
|  | 3.   | Benevento | 5  | 6 | 2 | 1 | 3 | 10 | 9  | + 1 |
|  | 4.   | Gladiator | 4  | 6 | 1 | 2 | 3 | 5  | 9  | - 4 |

Legenda:

         Qualificata ai gironi di semifinale.
Note:
Due punti a vittoria, uno a pareggio, zero a sconfitta.
Era in vigore il pari merito, con eventuali spareggi per determinare qualificazioni.

#### Calendario
| Andata (1ª)  | Andata (1ª) | Prima giornata    | Ritorno (6ª) | Ritorno (6ª) |
|              |             |                   |              |              |
| 12 mag. 1946 | 3-0         | Pescara-Gladiator | 1-1          | 30 mag. 1946 |
| 12 mag. 1946 | 3-1         | Lecce-Benevento   | 0-4          | 30 mag. 1946 |

| Andata (2ª)  | Andata (2ª) | Seconda giornata    | Ritorno (7ª) | Ritorno (7ª) |
|              |             |                     |              |              |
| 19 mag. 1946 | 3-0         | Gladiator-Benevento | 0-3          | 9 giu. 1946  |
| 19 mag. 1946 | 3-2         | Pescara-Lecce       | 0-1          | 9 giu. 1946  |

| \| Andata (3ª) \| Andata (3ª) \| Terza giornata \| Ritorno (8ª) \| Ritorno (8ª) \| \| \| \| \| \| \| \| 26 mag. 1946 \| 1-1 \| Benevento-Pescara \| 1-2 \| 16 giu. 1946 \| \| 26 mag. 1946 \| 1-0 \| Lecce-Gladiator \| 1-1 \| 16 giu. 1946 \| |             |                   |              |              |
| Andata (3ª) | Andata (3ª) | Terza giornata    | Ritorno (8ª) | Ritorno (8ª) |
| |             |                   |              |              |
| 26 mag. 1946 | 1-1         | Benevento-Pescara | 1-2          | 16 giu. 1946 |
| 26 mag. 1946 | 1-0         | Lecce-Gladiator   | 1-1          | 16 giu. 1946 |

### Girone F

#### Classifica
|  | Pos. | Squadra       | Pt | G | V | N | P | GF | GS | DR  |
|  | ---- | ------------- | -- | - | - | - | - | -- | -- | --- |
|  | 1.   | Lazio         | 9  | 6 | 3 | 3 | 0 | 12 | 5  | + 7 |
|  | 2.   | Trastevere    | 7  | 6 | 2 | 3 | 1 | 8  | 9  | - 1 |
|  | 3.   | Rieti         | 4  | 6 | 2 | 2 | 2 | 6  | 4  | 0   |
|  | 4.   | Italia Libera | 2  | 6 | 0 | 2 | 4 | 2  | 10 | - 8 |

Legenda:

         Qualificata ai gironi di semifinale.
Note:
Due punti a vittoria, uno a pareggio, zero a sconfitta.
Era in vigore il pari merito, con eventuali spareggi per determinare qualificazioni.

#### Calendario
| Andata (1ª)  | Andata (1ª) | Prima giornata      | Ritorno (6ª) | Ritorno (6ª) |
|              |             |                     |              |              |
| 12 mag. 1946 | 0-0         | Lazio-Italia Libera | 3-1          | 30 mag. 1946 |
| 12 mag. 1946 | 0-0         | Trastevere-Rieti    | 2-1          | 30 mag. 1946 |

| Andata (2ª)  | Andata (2ª) | Seconda giornata         | Ritorno (7ª) | Ritorno (7ª) |
|              |             |                          |              |              |
| 19 mag. 1946 | 1-1         | Italia Libera-Trastevere | 0-2          | 9 giu. 1946  |
| 19 mag. 1946 | 0-0         | Rieti-Lazio              | 1-2          | 9 giu. 1946  |

| \| Andata (3ª) \| Andata (3ª) \| Terza giornata \| Ritorno (8ª) \| Ritorno (8ª) \| \| \| \| \| \| \| \| 26 mag. 1946 \| 2-0 \| Rieti-Italia Libera \| 2-0 \| 16 giu. 1946 \| \| 26 mag. 1946 \| 0-4 \| Trastevere-Lazio \| 3-3 \| 16 giu. 1946 \| |             |                     |              |              |
| Andata (3ª) | Andata (3ª) | Terza giornata      | Ritorno (8ª) | Ritorno (8ª) |
| |             |                     |              |              |
| 26 mag. 1946 | 2-0         | Rieti-Italia Libera | 2-0          | 16 giu. 1946 |
| 26 mag. 1946 | 0-4         | Trastevere-Lazio    | 3-3          | 16 giu. 1946 |

### Girone G

#### Classifica
|  | Pos. | Squadra     | Pt | G | V | N | P | GF | GS | DR   |
|  | ---- | ----------- | -- | - | - | - | - | -- | -- | ---- |
|  | 1.   | Salernitana | 12 | 6 | 6 | 0 | 0 | 22 | 9  | + 13 |
|  | 2.   | Scafatese   | 6  | 6 | 2 | 2 | 2 | 10 | 11 | - 1  |
|  | 3.   | Torrese     | 3  | 6 | 1 | 1 | 4 | 10 | 13 | - 3  |
|  | 4.   | Cosenza     | 3  | 6 | 1 | 1 | 4 | 6  | 15 | - 9  |

Legenda:

         Qualificata ai gironi di semifinale.
Note:
Due punti a vittoria, uno a pareggio, zero a sconfitta.
Era in vigore il pari merito, con eventuali spareggi per determinare qualificazioni.

#### Calendario
| Andata (1ª)  | Andata (1ª) | Prima giornata      | Ritorno (6ª) | Ritorno (6ª) |
|              |             |                     |              |              |
| 12 mag. 1946 | 6-0         | Salernitana-Cosenza | 2-1          | 30 mag. 1946 |
| 12 mag. 1946 | 3-2         | Scafatese-Torrese   | 0-1          | 30 mag. 1946 |

| Andata (2ª)  | Andata (2ª) | Seconda giornata    | Ritorno (7ª) | Ritorno (7ª) |
|              |             |                     |              |              |
| 19 mag. 1946 | 1-1         | Cosenza-Scafatese   | 2-3          | 9 giu. 1946  |
| 19 mag. 1946 | 4-1         | Salernitana-Torrese | 5-3          | 9 giu. 1946  |

| \| Andata (3ª) \| Andata (3ª) \| Terza giornata \| Ritorno (8ª) \| Ritorno (8ª) \| \| \| \| \| \| \| \| 26 mag. 1946 \| 1-2 \| Scafatese-Salernitana \| 1-3 \| 16 giu. 1946 \| \| 26 mag. 1946 \| 2-0 \| Torrese-Cosenza \| 1-2 \| 16 giu. 1946 \| |             |                       |              |              |
| Andata (3ª) | Andata (3ª) | Terza giornata        | Ritorno (8ª) | Ritorno (8ª) |
| |             |                       |              |              |
| 26 mag. 1946 | 1-2         | Scafatese-Salernitana | 1-3          | 16 giu. 1946 |
| 26 mag. 1946 | 2-0         | Torrese-Cosenza       | 1-2          | 16 giu. 1946 |

### Girone H

#### Classifica
|  | Pos. | Squadra   | Pt | G | V | N | P | GF | GS | DR  |
|  | ---- | --------- | -- | - | - | - | - | -- | -- | --- |
|  | 1.   | Palermo   | 5  | 4 | 2 | 1 | 1 | 6  | 3  | + 3 |
|  | 2.   | Gazzi     | 4  | 4 | 2 | 0 | 2 | 3  | 4  | - 1 |
|  | 3.   | Leone     | 2  | 4 | 1 | 1 | 2 | 3  | 5  | - 2 |
|  | --   | Catanzaro | -  | - | - | - | - | -  | -  | -   |

Legenda:

         Qualificata ai gironi di semifinale.
         Ritirata
Note:
Due punti a vittoria, uno a pareggio, zero a sconfitta.
Era in vigore il pari merito, con eventuali spareggi per determinare qualificazioni.
Leone un punto di penalizzazione per una rinuncia.
Catanzaro ritirato dopo una giornata, tutti i suoi risultati annullati.

#### Calendario
| Andata (1ª)  | Andata (1ª) | Prima giornata  | Ritorno (6ª) | Ritorno (6ª) |
|              |             |                 |              |              |
| 12 mag. 1946 | 1-2         | Catanzaro-Gazzi | n.d.         | 30 mag. 1946 |
| 12 mag. 1946 | 3-2         | Leone-Palermo   | 0-0          | 30 mag. 1946 |

| Andata (2ª)  | Andata (2ª)      | Seconda giornata | Ritorno (7ª) | Ritorno (7ª) |
|              |                  |                  |              |              |
| 19 mag. 1946 | 1-0              | Gazzi-Leone      | 2-0          | 9 giu. 1946  |
| 19 mag. 1946 | Riposa: Palermo. |                  |              | 9 giu. 1946  |

| \| Andata (3ª) \| Andata (3ª) \| Terza giornata \| Ritorno (8ª) \| Ritorno (8ª) \| \| \| \| \| \| \| \| 26 mag. 1946 \| 3-0 \| Palermo-Gazzi \| 1-0 \| 16 giu. 1946 \| \| 26 mag. 1946 \| Riposa: Leone. \| \| \| 16 giu. 1946 \| |                |                |              |              |
| Andata (3ª) | Andata (3ª)    | Terza giornata | Ritorno (8ª) | Ritorno (8ª) |
| |                |                |              |              |
| 26 mag. 1946 | 3-0            | Palermo-Gazzi  | 1-0          | 16 giu. 1946 |
| 26 mag. 1946 | Riposa: Leone. |                |              | 16 giu. 1946 |

## Gironi di semifinale

### Girone A

#### Classifica
|  | Pos. | Squadra    | Pt | G | V | N | P | GF | GS | DR  |
|  | ---- | ---------- | -- | - | - | - | - | -- | -- | --- |
|  | 1.   | Pistoiese  | 8  | 6 | 4 | 0 | 2 | 10 | 10 | 0   |
|  | 2.   | Perugia    | 7  | 6 | 3 | 1 | 2 | 14 | 9  | + 5 |
|  | 3.   | Anconitana | 7  | 6 | 3 | 1 | 2 | 12 | 8  | + 4 |
|  | 4.   | Lucchese   | 2  | 6 | 1 | 0 | 5 | 6  | 15 | - 9 |

Legenda:

         Qualificata alla finale.
Note:
Due punti a vittoria, uno a pareggio, zero a sconfitta.
Era in vigore il pari merito, con eventuali spareggi per determinare qualificazioni.

#### Calendario
| Andata (1ª)  | Andata (1ª) | Prima giornata     | Ritorno (6ª) | Ritorno (6ª) |
|              |             |                    |              |              |
| 23 giu. 1946 | 3-1         | Anconitana-Perugia | 2-2          | 14 lug. 1946 |
| 23 giu. 1946 | 0-2         | Lucchese-Pistoiese | 1-2          | 14 lug. 1946 |

| Andata (2ª)  | Andata (2ª) | Seconda giornata     | Ritorno (7ª) | Ritorno (7ª) |
|              |             |                      |              |              |
| 30 giu. 1946 | 4-1         | Perugia-Lucchese     | 3-1          | 21 lug. 1946 |
| 30 giu. 1946 | 2-1         | Pistoiese-Anconitana | 0-2          | 21 lug. 1946 |

| \| Andata (3ª) \| Andata (3ª) \| Terza giornata \| Ritorno (8ª) \| Ritorno (8ª) \| \| \| \| \| \| \| \| 7 lug. 1946 \| 3-0 \| Lucchese-Anconitana \| 0-4 \| 28 lug. 1946 \| \| 7 lug. 1946 \| 4-2 \| Pistoiese-Perugia \| 0-4 \| 28 lug. 1946 \| |             |                     |              |              |
| Andata (3ª) | Andata (3ª) | Terza giornata      | Ritorno (8ª) | Ritorno (8ª) |
| |             |                     |              |              |
| 7 lug. 1946 | 3-0         | Lucchese-Anconitana | 0-4          | 28 lug. 1946 |
| 7 lug. 1946 | 4-2         | Pistoiese-Perugia   | 0-4          | 28 lug. 1946 |

### Girone B

#### Classifica
|  | Pos. | Squadra     | Pt | G | V | N | P | GF | GS | DR  |
|  | ---- | ----------- | -- | - | - | - | - | -- | -- | --- |
|  | 1.   | Salernitana | 4  | 2 | 2 | 0 | 0 | 7  | 1  | + 6 |
|  | 2.   | Pescara     | 0  | 2 | 0 | 0 | 2 | 1  | 7  | -6  |
|  | --   | Lazio       | -  | - | - | - | - | -  | -  | -   |
|  | --   | Palermo     | -  | - | - | - | - | -  | -  | -   |

Legenda:

         Qualificata alla finale.
         Ritirata
Note:
Due punti a vittoria, uno a pareggio, zero a sconfitta.
Era in vigore il pari merito, con eventuali spareggi per determinare qualificazioni.
Lazio e Palermo ritirate prima dell'inizio del girone di semifinale.

#### Calendario
30 giugno e 7 luglio:
- Pescara- Salernitana 0-1; 1-6

## Finali
4 agosto e 11 agosto
- Pistoiese- Salernitana 2-0 tav.; 2-0 tav.